# Communauté de communes du Pays de Montbozon
La Communauté de communes du Pays de Montbozon (CCPM) est une ancienne communauté de communes française, située dans le département de la Haute-Saône en France.
Elle a fusionné avec d'autres intercommunalités le 1er janvier 2014 pour former la communauté de communes du Pays de Montbozon et du Chanois.

## Historique
La communauté de communes a été créée par un arrêté préfectoral du 29 décembre 2000.
L'article 35 de la loi n° 2010-1563 du 16 décembre 2010 « de réforme des collectivités territoriales » prévoit d'achever et de rationaliser le dispositif intercommunal en France, et notamment d'intégrer la quasi-totalité des communes françaises dans des EPCI à fiscalité propre, dont la population soit normalement supérieure à 5 000 habitants. 
Dans ce cadre, le Schéma départemental de coopération intercommunale de 2011 a prévu la fusion des communautés de communes du Pays de Montbozon et du Chanois, afin de former une nouvelle structure regroupant 27 communes et environ 6 500 habitants,.
Cette fusion est effective depuis le 1er janvier 2014 et a permis la création, à la place des intercommunalités supprimées, de  la communauté de communes du Pays de Montbozon et du Chanois.

## Territoire communautaire
L'intercommunalité regroupait en 2013 les 21 communes suivantes pour une population totale sans double compte de 4 019 habitants (RGP 1999) : 
- Authoison
- La Barre
- Beaumotte-Aubertans
- Besnans
- Bouhans-lès-Montbozon
- Cenans
- Chassey-lès-Montbozon
- Cognières
- Dampierre-sur-Linotte
- Filain
- Fontenois-lès-Montbozon
- Larians-et-Munans
- Loulans-Verchamp
- Maussans
- Montbozon
- Ormenans
- Roche-sur-Linotte-et-Sorans-les-Cordiers
- Thieffrans
- Thiénans
- Villers-Pater
- Vy-lès-Filain

## Organisation

### Siège
L'intercommunalité avait son siège à Montbozon, 2 rue de Loulans.

### Liste des présidents
L'intercommunalité était administrée par son conseil communautaire, constitué de délégués des  conseils municipaux de chaque commune membres.
| Période    | Période    | Identité         | Étiquette | Qualité |
| ---------- | ---------- | ---------------- | --------- | --- |
| 2001       | avril 2008 | Gilbert Grangeot | UMP       | Enseignant en mécanique, directeur d'IUT Maire de Dampierre-sur-Linotte (2001 → 2008)                         |
| avril 2008 | 2013       | Denis Vagnet     | PS        | Instituteur retraité Maire de Fontenois-lès-Montbozon (1971 → ) Conseiller général de Montbozon (1979 → 1985) |

### Compétences
L'intercommunalité exerçait les compétences qui lui avaient été transférées par les communes membres, dans les conditions déterminées par le Code général des collectivités territoriales. Il s'agissait notamment de :
- Environnement et cadre de vie : assainissement collectif et non-collectif, collecte et traitement des ordures ménagères ;
- Action sociale communautaire ;
- Développement et aménagement économique : zones d'activité et actions de développement économique ;
- Développement touristique d'intérêt communautaire ;
- Équipements et activités sportifs, culturels, socioculturels, socioéducatifs d'intérêt communautaire ;
- Voirie d'intérêt communautaire ;
- Logement et habitat : programme local de l'habitat (PLH), opération programmée d'amélioration de l'habitat (OPAH) ;
- Développement de l'accès et de la formation aux Technologies de l'Information et de la Communication[1].

### Régime fiscal et budget
La Communauté de communes était un établissement public de coopération intercommunale à fiscalité propre.
Afin d'assurer la réalisation de ses compétences, la communauté de communes percevait une fiscalité additionnelle aux impôts locaux des communes, avec fiscalité professionnelle de zone et sans fiscalité professionnelle sur les éoliennes, ainsi qu'une taxe de séjour.
Afin de financer ce service, elle collectait une redevance d'enlèvement des ordures ménagères (REOM).